# Zbigniew Gądek

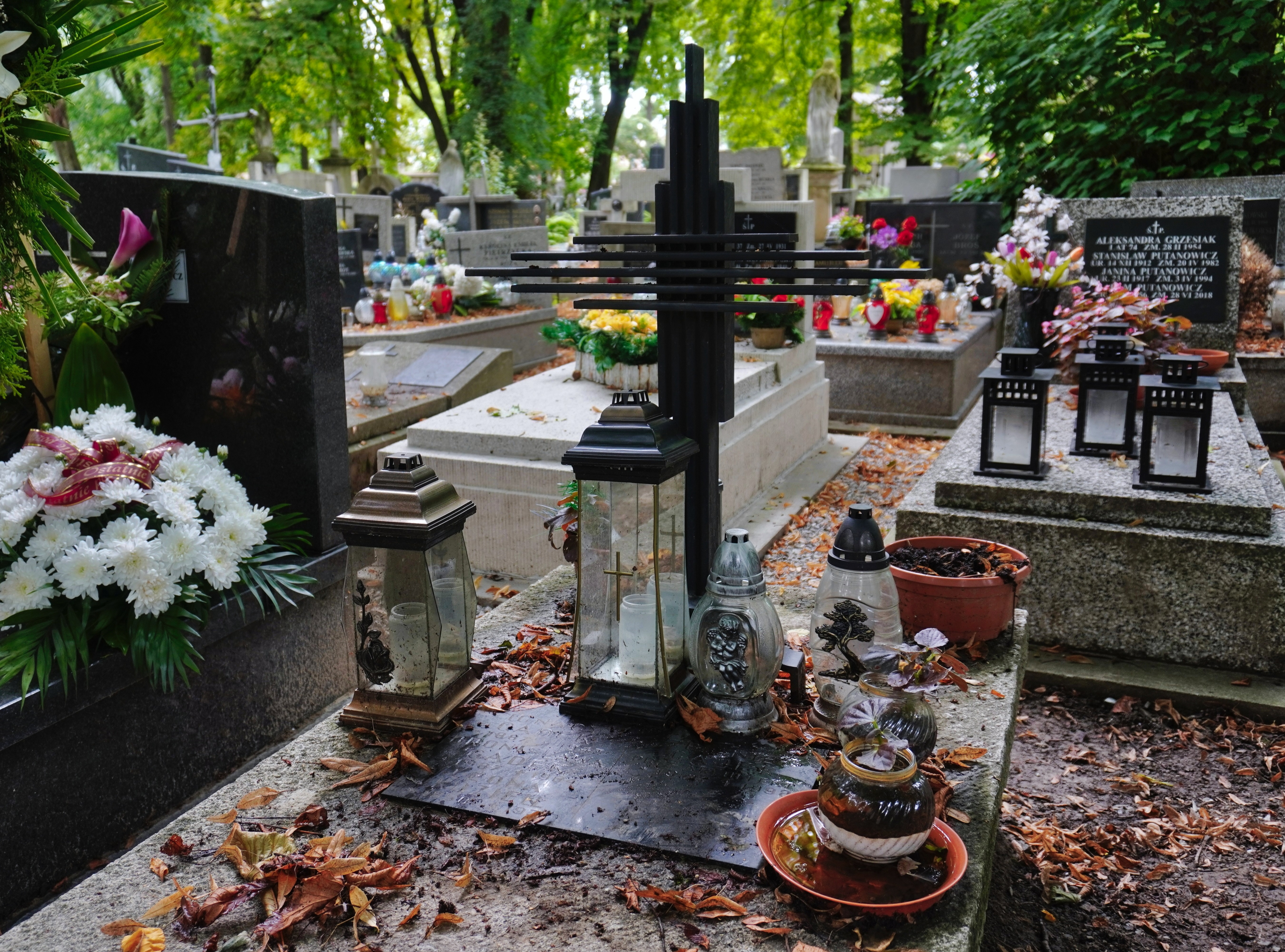
Grób prof. Zbigniewa Gądka na Cmentarzu Rakowickim w Krakowie

Zbigniew Stanisław Gądek (ur. 26 listopada 1925 we Włodawie, zm. 28 lipca 1998 w Krakowie) – polski architekt, urbanista, wykładowca akademicki.

## Życiorys
W 1953 ukończył studia na Wydziale Architektury Politechniki Krakowskiej, a następnie pozostał na uczelni jako wykładowca akademicki. W 1959 zatwierdzono do realizacji projekt budynku X LO im. KEN w Krakowie, który współprojektował.
W 1965 obronił pracę doktorską, a w 1972 przedstawił rozprawę habilitacyjną. W 1974 zaczął prowadzić wykłady na Wydziale Architektury oraz został kierownikiem Zespołu Urbanistyki Politechniki Śląskiej w Gliwicach, w 1997 uzyskał tam tytuł profesora tytularnego. Równocześnie wykładał w Hull School of Architecture oraz na Uniwersytecie w Sheffield, gdzie w późniejszych latach był także wizytującym krytykiem. Zasiadał w Komisji Urbanistyki i Architektury Oddziałów Polskiej Akademii Nauk w Krakowie i Katowicach.
Pochowany jest na cmentarzu Rakowickim w Krakowie (kwatera N, rząd 6, grób 16).